# Vincetoxicum acuminatum
Vincetoxicum acuminatum là một loài thực vật có hoa trong họ La bố ma. Loài này được (A. Gray) Vail miêu tả khoa học đầu tiên năm 1899.

## Hình ảnh

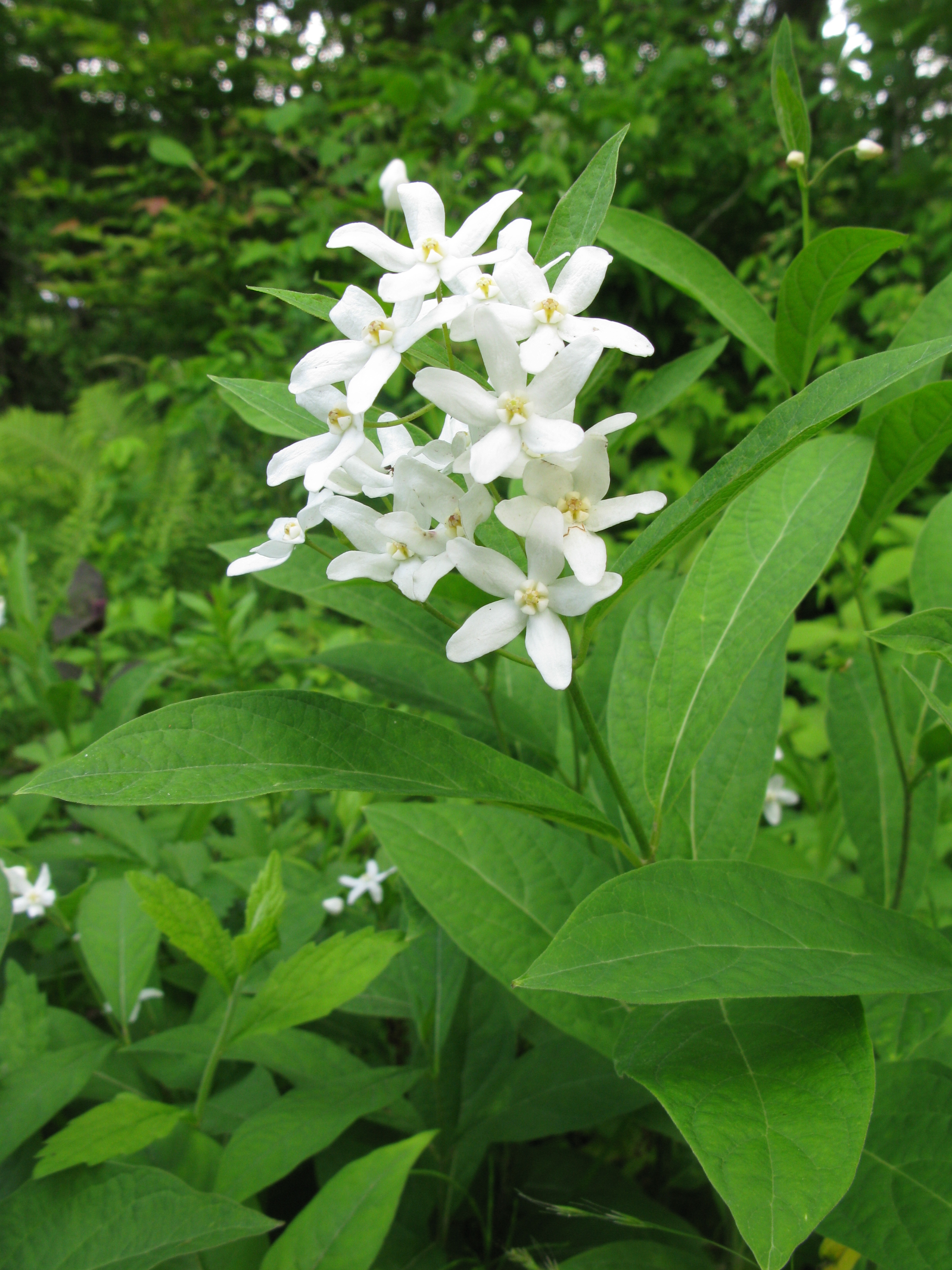